# Eva Wilma
Eva Wilma Buckup Zarattini OMC (São Paulo, 14 de dezembro de 1933 – São Paulo, 15 de maio de 2021) foi uma atriz e bailarina brasileira. Iniciou a carreira em 1952, protagonizando diversas telenovelas na Rede Tupi e RecordTV entre as décadas de 1950 e 1970, além de uma breve passagem pela TV Excelsior. Em 1980 transferiu-se para a Rede Globo, consolidando-se como uma das principais artistas da emissora.
Dentre seus principais papéis estão as gêmeas Ruth e Raquel de Mulheres de Areia, Jô de A Barba-Azul e Diná na primeira versão de A Viagem, além de ter protagonizado o seriado Alô, Doçura! (inspirado no sitcom americano I Love Lucy), ao lado de seu primeiro marido, o ator John Herbert. Na Globo, interpretou personagens que oscilavam entre mocinhas e vilãs, sendo as mais marcantes, Rebeca em Plumas e Paetês, Maura em Roda de Fogo, Penélope em Sassaricando, a perversa Maria Altiva Pedreira de Mendonça e Albuquerque na novela A Indomada, a Dra. Martha no seriado Mulher, a ambiciosa Lucrécia em Começar de Novo, a alcoólatra Fábia em Verdades Secretas, e a cientista Petra em O Tempo Não Para, seu último trabalho na televisão.

## Biografia
Filha de Otto Riefle Jr., um metalúrgico alemão nascido em Pforzheim, perto de Stuttgart, no sul da Alemanha. Ele veio para o Brasil em 1929, aos dezenove anos, para trabalhar na metalúrgica Levy-Frank no Rio de Janeiro. Um ano depois foi transferido para São Paulo, pela mesma empresa. No carnaval de 1933 conheceu Luiza Carp, uma portenha judia de ascendência russa, (da família Karabtchevsky) com quem se casaria, já estando Luiza, grávida de Eva.
Estudou nos tradicionais colégios da capital paulista: Colégio Elvira Brandão, Colégio Ofélia Fonseca e Colégio Rio Branco. Conta que sua turma era só de meninas e achou estranho ter que se habituar a aulas mistas.
Sempre gostou muito do mundo artístico e manteve aulas particulares de canto, piano e violão com a mestra musical Inezita Barroso.

## Carreira

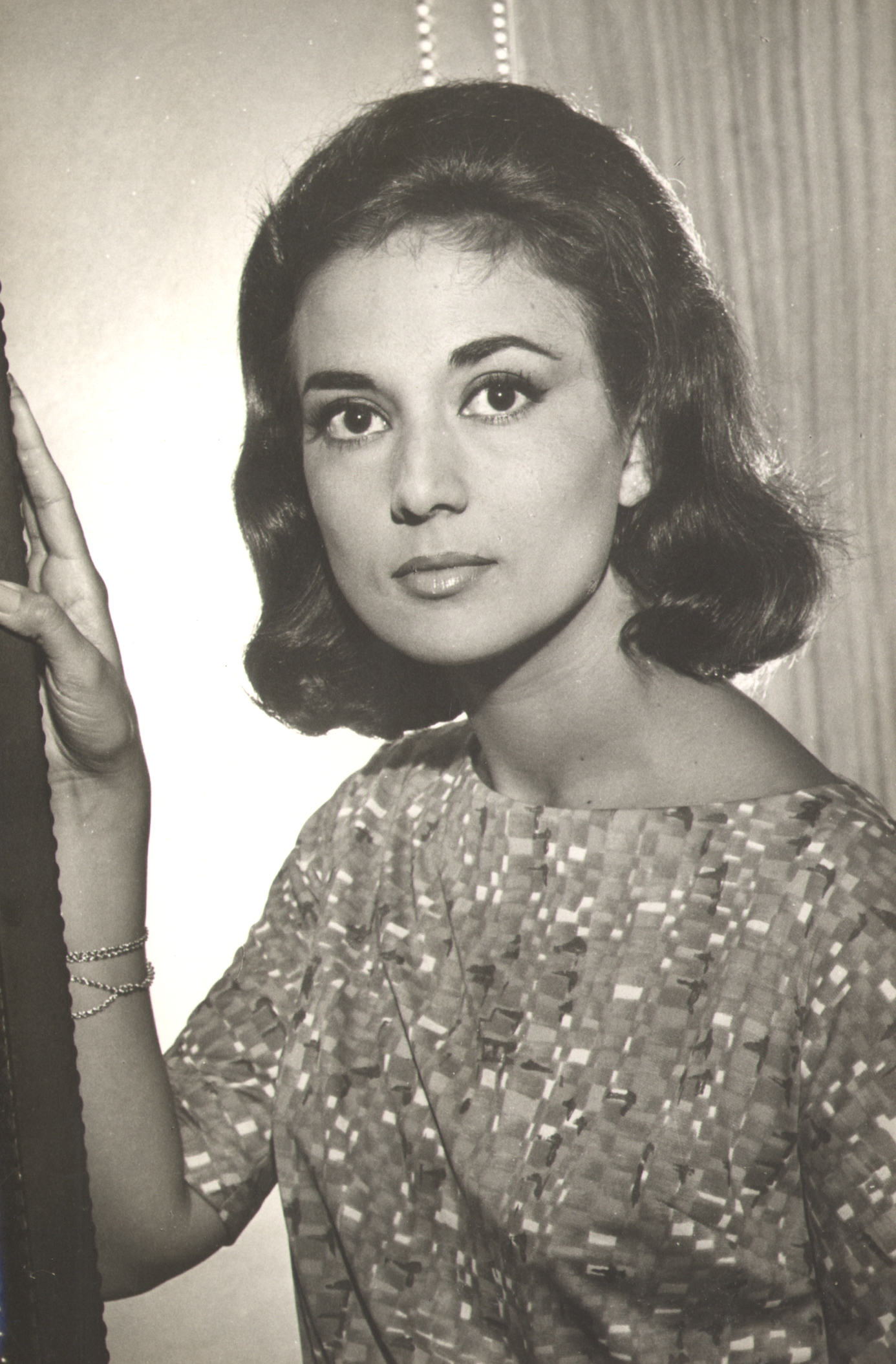
Eva Wilma no início da carreira

Iniciou sua carreia como bailarina clássica aos catorze anos. Passou a dar aulas de balé com uma amiga nessa idade. Ganhou aulas de patinação no gelo e foi contratada pela empresa para participar do Holliday On Ice, um dos maiores festivais de patinação no gelo do mundo, mas foi proibida por seus pais.
Sendo bailarina, logo passou a fazer parte do São Paulo Ballet, de Maria Oleneva. Em 1953, apresentou-se no Teatro Municipal de São Paulo, apesar de a primeira vez que se apresentou nesse teatro tinha nove anos. Em 1953, sua apresentação foi juntamente com o corpo de balé do IV Centenário de São Paulo. No terceiro mês de apresentação com o corpo de balé começou a aparecer chances para atuar como atriz. O produtor e diretor do TBC (Teatro Brasileiro de Comédia), José Renato, chamou-a para formar a primeira turma de teatro de arena, onde atuou com grandes astros e estrelas na época nos espetáculos, Judas em Sábado de Aleluia, Uma Mulher e Três Palhaços, depois, teve grande repercussão ao fazer trabalhos como Boeing-Boeing, O Santo Inquérito, A Megera Domada e Black-Out, peça produzida por John Herbert e Antunes Filho e dirigida por Antunes Filho. Fez Um Bonde Chamado Desejo, Pulzt, Esperando Godot, dirigiu Os Rapazes da Banda, depois participou de Quando o Coração Floresce, Queridinha Mamãe, pela qual recebeu o Molière de Melhor Atriz e O Manifesto.

Em 1952, o diretor italiano Luciano Salce convidou-a para fazer uma participação como figurante no filme Uma Pulga na Balança na Companhia Cinematográfica Vera Cruz, simultaneamente, participou do documentário do IV Centenário de São Paulo Se a Cidade Cantasse do diretor Tito Banini. Protagonizou dois filmes ao lado de Procópio Ferreira: O Homem dos Papagaios e A Sogra, ambos do diretor Armando Couto, e o drama de José Carlos Burle, O Craque. Foi a estrela da cinebiografia do cantor Francisco Alves: Chico Viola Não Morreu, de Roman Vanoly Barreto, em coprodução com a Atlântida e Sonefilme da Argentina. Volta a trabalhar com José Carlos Burle em uma comédia, O Cantor e o Milionário. Atuou no policial Cidade Ameaçada de Roberto Faria, na aventura A Ilha de Walter Hugo Khouri e no suspense O Quinto Poder de Alberto Pieralisi. Começa a trabalhar em coproduções estrangeiras, A Moça do Quarto 13 do americano Richard Cunha, simultaneamente, trabalha em filmes sob os olhos do alemão Horst Hachler como Noites Quentes em Copacabana e Convite ao Pecado. Premiada no Brasil e exterior, Eva Wilma, participa do filme São Paulo S/A do diretor Luís Sérgio Person, onde interpreta Luciana, a jovem esposa ambiciosa de um alto funcionário da indústria paulista em busca de ascensão social. Depois, ela participa de comédias como A Arte de Viver Bem, episódio 1: A Inconveniência de Ser esposa, baseada na peça homônima de Silveira Sampaio, sob direção de Fernando de Barros, da co-produção Brasil-México,Juegos Peligrosos, episódio 2: Divertimento do diretor mexicano Luis Algoriza e Cada Um Dá O Que Tem, episódio 2: Cartão de Crédito, sob direção de John Herbert. De Ricardo Bandeira faz uma pequena participação no filme religioso O Menino Arco-Íris (A Vida de Jesus Cristo). Representa a abnegada mãe de um jogador de futebol em Asa Branca, um sonho brasileiro do diretor Djalma Limongi Batista, e o Feliz Ano Velho de Roberto Gervitz.

Eva Wilma, Jardel Filho e John Herbert na peça teatral “Boeing-Boing”, 1963. Arquivo Nacional.

Eva Wilma estreou na televisão em 1953, quando Cassiano Gabus Mendes a convidou para atuar no seriado Namorados de São Paulo, ao lado de Mário Sérgio. Posteriormente, Gabus Mendes mudou o título da série para Alô, Doçura, e esta foi protagonizada por Eva Wilma e John Herbert durante dez anos. O seriado entrou para o Guiness Book como o mais longo do país e, Eva Wilma, recebeu o Troféu Imprensa 1964 como Destaque do ano.
John Herbert e Eva Wilma formaram o principal casal da televisão brasileira dos anos 1950 e 1960; depois do sucesso em Alô Doçura eles trabalharam na Record, protagonizando duas novelas: Comédia Carioca e Prisioneiro de um Sonho, de Roberto Faria. O casal retornou à TV Tupi e fez trabalhos importantes como A de Amor e Confissões de Penélope; Eva Wilma comoveu os telespectadores como a meiga Ana Maria de Ana Maria Meu Amor, fez Fatalidade e a vilã Jane de Angústia de Amar, novela baseada no filme O Que Aconteceu a Baby Jane?. Recebeu reconhecimento internacional ao trabalhar em O Amor Tem Cara de Mulher, de Cassiano Gabus Mentes, e recebeu o Troféu Imprensa de atriz revelação em 1966. Também atuou em Nenhum Homem é Deus, de Lauro César Muniz.
Na década de 1970, tornou-se ao lado de Carlos Zara um dos principais pares românticos da televisão brasileira; juntos trabalharam em novelas de grande sucesso, teleteatros e especiais. Zara foi o diretor de teledramaturgia da TV Tupi até 1977. Atuou em novelas importantes como Meu Pé de Laranja Lima, na qual interpretou uma mulher amarga, Jandira, e a sonhadora Gabriela em Nossa Filha Gabriela, ambas de Ivani Ribeiro. Em A Revolta dos Anjos, da psicóloga Carmem Silva, interpretou a prudente Silvia.

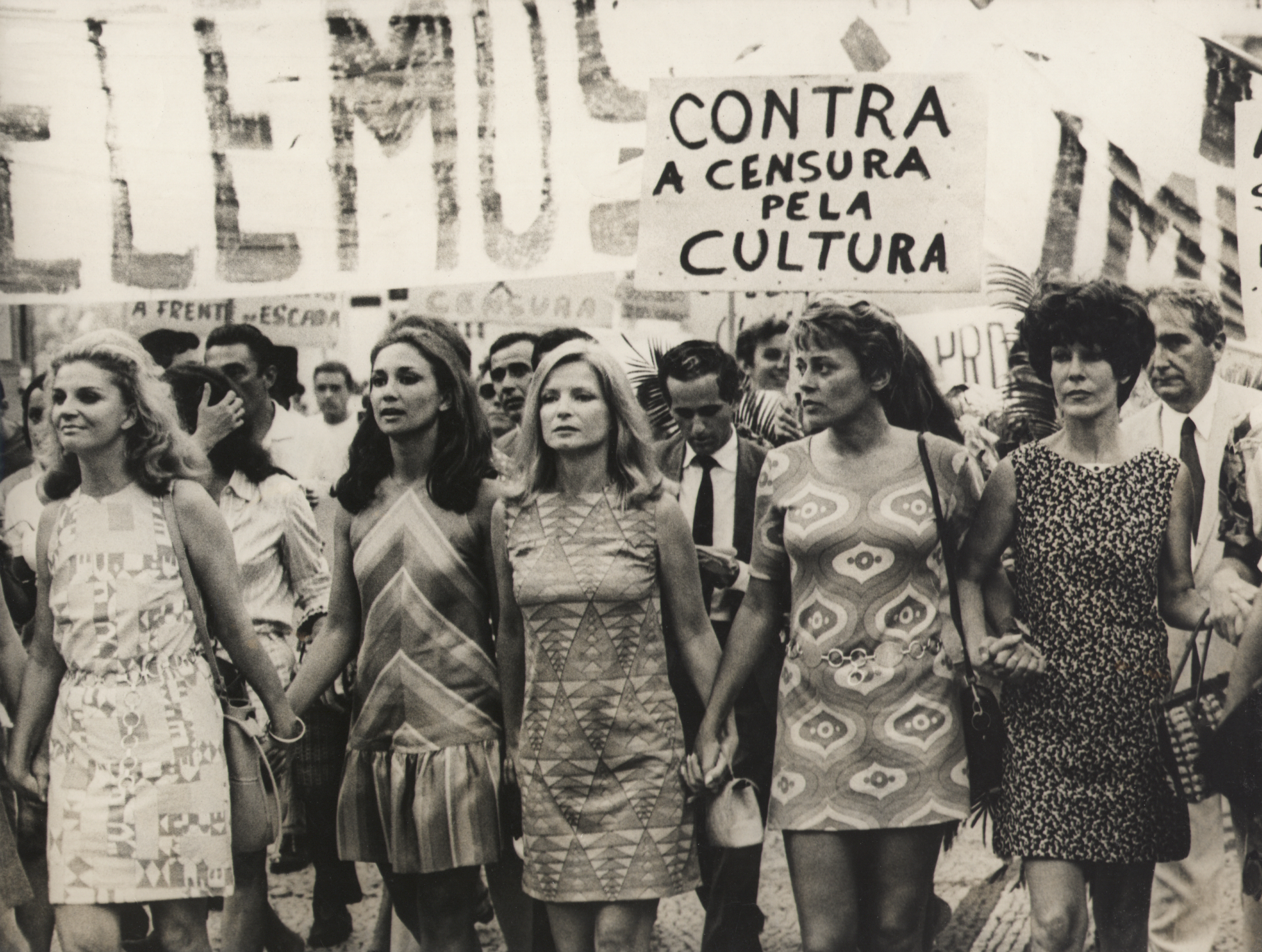
Eva Wilma ao lado de Tônia Carrero, Odete Lara, Norma Bengell e Cacilda Becker protestam contra a ditadura militar brasileira na Passeata dos Cem Mil, em fevereiro de 1968

Em 1973, Eva Wilma interpretou as gêmeas Ruth e Raquel, de Mulheres de Areia, novela de Ivani Ribeiro e sucesso nacional e internacional. Trabalhou em duas novelas de sucesso da Ivani Ribeiro, A Barba Azul e A Viagem e, depois, participou de duas novelas de Sérgio Jockymann, O Julgamento e Roda de Fogo. Fez o remake de O Direito de Nascer e chegou a participar das gravações da novela Maria Nazaré, que por problemas internos da emissora paulista nunca chegou a ser levada ao ar.
Com o fim da TV Tupi em 1980, Eva Wilma foi contratada definitivamente pela Rede Globo, onde exerceu seu lado humorístico nas novelas Plumas e Paetês e Elas por Elas, fez a esquizofrênica Laura de Ciranda de Pedra, a autoritária Francisca Moura Imperial de Transas e Caretas; depois vieram a engraçada Angelina de De Quina pra Lua, a ex-militante política Maura, que sofreu os horrores da ditadura militar, em Roda de Fogo, o sucesso Sassaricando e muitas outras novelas marcantes, como Pedra sobre Pedra, Pátria Minha e A Indomada, na qual interpretou a cômica e perversa vilã Maria Altiva Pedreira Mendonça de Albuquerque que repetia sempre o bordão “Oxente, my God!”. Atuou em História de Amor, em que o autor Manoel Carlos criou um personagem só para ela, e fez também grandes produções como O Rei do Gado, Esperança, Começar de Novo e Desejo Proibido. Também participou de séries de televisão como Mulher, O Quinto dos Infernos, Os Maias, Um Só Coração, JK, Norma e Na Forma da Lei.
Em 2011, volta às novelas para interpretar Tia Íris em Fina Estampa. Em 2014, fez uma participação em A Grande Família, no papel da Dra. Laura, a psicanalista da Dona Nenê. Já em 2015, interpreta a bon vivant e alcoólatra Fábia em Verdades Secretas. Interpretou Baby Jane na peça O que terá acontecido a Baby Jane?, ao lado de Nicette Bruno. Participou da segunda temporada da série Os Experientes e nos palcos, passou a se dedicar ao show Casos e Canções, onde cantou várias músicas de Vinicius de Moraes, Inezita Barroso e outros, com seu filho John Herbert Junior e Willian Paiva.[carece de fontes?]
Seu último trabalho na televisão foi em 2018, como a cientista Dra. Petra em O Tempo Não Para. Devido ao isolamento social causado pela pandemia de COVID-19, a atriz realizou uma apresentação online de seu espetáculo Eva, a Live em 25 de setembro de 2020, transmitida diretamente de seu domicílio, onde se encontrava acompanhada pelo filho John Herbert Junior.

## Vida pessoal
Foi casada com o ator John Herbert de 1955 até 1976, com quem teve dois filhos: Vivien Riefle Buckup, nascida em 1956 e John Herbert Riefle Buckup, nascido em 1958. Seu segundo casamento com o também ator Carlos Zara durou 23 anos. Não teve filhos do segundo casamento. Teve cinco netos, Miguel e Mateus Buckup filhos de Vivien: Gabriela, Francisco e Vitorio Buckup filhos de John Herbert Junior.

### Problemas de saúde e morte
Em 2016, a atriz foi hospitalizada devido a uma embolia pulmonar leve, permanecendo internada por três semanas até se recuperar. Em 10 de janeiro de 2021, Eva Wilma foi internada na Unidade de Tratamento Intensivo de um hospital de São Paulo, com uma pneumonia leve. Segundo os médicos que a atenderam, seu quadro não foi considerado grave, permanecendo na UTI por precaução. No dia 31 de janeiro de 2021, a atriz recebeu alta hospitalar e em 3 de fevereiro, gravou um vídeo nas redes sociais agradecendo aos profissionais de saúde que a atenderam e ao carinho e às orações de fãs e amigos. Em 15 de abril de 2021, a atriz foi internada para tratar problemas cardíacos e renais. Durante a internação, Eva estava ensaiando e gravando vozes para o futuro filme As Aparecidas, do diretor Ivan Feijó. Em 21 de abril, a atriz publicou o registro do momento do ensaio em seu Instagram, onde afirmava que "quem tem arte na veia, sabe que 'o show tem que continuar'.
Em 7 de maio foi diagnosticada com um câncer no ovário. Eva Wilma morreu no dia 15 de maio de 2021, no Hospital Israelita Albert Einstein, devido a uma insuficiência respiratória ocasionada pela disseminação do câncer pelo corpo.

## Filmografia

### Televisão
| Ano       | Título                                   | Personagem                                      | Notas                                  |
| --------- | ---------------------------------------- | ----------------------------------------------- | -------------------------------------- |
| 1953      | Namorados de São Paulo                   | Várias personagens                              |                                        |
| 1953–1964 | Alô, Doçura!                             | Várias personagens                              |                                        |
| 1954      | Grande Teatro Monções                    | —                                               | Episódio: "O Homem e as Armas"         |
| 1955–1957 | Grande Teatro Tupi                       | —                                               | Episódio: "O Amor que não Morreu"      |
| 1955–1957 | Grande Teatro Tupi                       | —                                               | Episódio: "Fome"                       |
| 1955–1957 | Grande Teatro Tupi                       | —                                               | Episódio: "Hamlet"                     |
| 1955–1957 | Grande Teatro Tupi                       | —                                               | Episódio: "Edipo Rei"                  |
| 1955–1957 | Grande Teatro Tupi                       | —                                               | Episódio: "Alegrias da Juventude"      |
| 1955–1957 | Grande Teatro Tupi                       | —                                               | Episódio: "Uma Mulher e Três Palhaços" |
| 1955–1957 | Grande Teatro Tupi                       | —                                               | Episódio: "Torfuno"                    |
| 1955–1957 | Grande Teatro Tupi                       | —                                               | Episódio: "Uma Canção para Bernadete"  |
| 1955–1957 | Grande Teatro Tupi                       | —                                               | Episódio: "Casa de Bonecas"            |
| 1957      | Teatro do Rio                            | —                                               | Episódio: "Escola de Viúvas"           |
| 1957      | Teatro do Rio                            | —                                               | Episódio: "Tempestade de Verão"        |
| 1957      | Grande Teatro Nestlé                     | —                                               | Episódio: "Esta Noite É Nossa"         |
| 1957      | TV de Vanguarda                          | Bernadete                                       | Episódio: "A Canção de Bernadete"      |
| 1958      | Teatro Walita                            | —                                               | Episódio: "Com Honra e Glória"         |
| 1964      | O Vigilante Rodoviário                   | Vivian                                          | Episódio: "Chantagem"                  |
| 1964      | Prisioneiro de um Sonho                  | Laura Santiago                                  |                                        |
| 1964      | Prisioneiro de um Sonho                  | Sandra Santiago                                 |                                        |
| 1964      | Prisioneiro de um Sonho                  | Sílvia Santiago                                 |                                        |
| 1965      | Comédia Carioca                          | Linda Junqueira                                 |                                        |
| 1965      | Hit Parade                               | Apresentadora                                   |                                        |
| 1966      | O Amor Tem Cara de Mulher                | Marcela                                         |                                        |
| 1966      | Angústia de Amar                         | Patrícia                                        |                                        |
| 1966      | Ana Maria, Meu Amor                      | Ana Maria                                       |                                        |
| 1967      | Os Galãs Atacam de Madrugada             | Leila                                           |                                        |
| 1967      | A de Amor                                | Eva                                             |                                        |
| 1968      | Nenhum Homem É Deus                      | Diana                                           |                                        |
| 1968–1969 | Confissões de Penélope                   | Penélope                                        |                                        |
| 1970      | O Meu Pé de Laranja Lima                 | Jandira                                         |                                        |
| 1971      | Nossa Filha Gabriela                     | Gabriela                                        |                                        |
| 1972      | A Revolta dos Anjos                      | Sílvia Brandão                                  |                                        |
| 1973      | Mulheres de Areia                        | Ruth Araújo Assunção                            |                                        |
| 1973      | Mulheres de Areia                        | Raquel Araújo Assunção                          |                                        |
| 1974      | A Barba-Azul                             | Joana Penteado (Jô)                             |                                        |
| 1975      | Nem Eva, nem Wilma, Simplesmente Vivinha | Apresentadora                                   |                                        |
| 1975      | A Viagem                                 | Dinah Toledo Cardoso                            |                                        |
| 1976      | O Julgamento                             | Sônia Leão                                      |                                        |
| 1978      | Roda de Fogo                             | Giovanna (Gil)                                  |                                        |
| 1978      | O Direito de Nascer                      | Maria Helena Zamora de Juncal                   |                                        |
| 1980      | Plumas e Paetês                          | Rebeca Andrade                                  |                                        |
| 1981      | Inocentes                                | Helena                                          |                                        |
| 1981      | Ciranda de Pedra                         | Laura Prado                                     |                                        |
| 1981      | Malu Mulher                              | Vera                                            | Episódio: "O Príncipe Encantado"       |
| 1982      | Elas por Elas                            | Márcia Lopes Pereira                            |                                        |
| 1983      | Guerra dos Sexos                         | Beth                                            | Participação especial                  |
| 1983      | Caso Especial                            | Selma Alice                                     | Episódio: "Alice, Alice"               |
| 1984      | Transas e Caretas                        | Francisca Moura Imperial                        |                                        |
| 1985      | Um Sonho a Mais                          |                                                 | Participação especial                  |
| 1985      | De Quina pra Lua                         | Angelina Jesus Batista                          |                                        |
| 1986      | Caso Especial                            | Suzy, ex-amante de Negro Léo                    | Episódio: "Negro Léo"                  |
| 1986      | Roda de Fogo                             | Maura Garcez                                    |                                        |
| 1987      | Sassaricando                             | Penélope Bacelar                                |                                        |
| 1989      | Que Rei Sou Eu?                          | Marquesa D'Anjou                                |                                        |
| 1990      | Delegacia de Mulheres                    | Dona Inês                                       | Episódio: "Elas não Usam Black-tie"    |
| 1990      | Mico Preto                               | Nenê                                            |                                        |
| 1992      | Pedra sobre Pedra                        | Hilda Pontes                                    |                                        |
| 1992      | Anos Rebeldes                            | Joana                                           |                                        |
| 1992      | Você Decide                              | Iara                                            | Episódio: "A Louca"                    |
| 1993      | O Mapa da Mina                           | Tatiana Torres de Almeida                       |                                        |
| 1994      | A Madona de Cedro                        | Maria                                           |                                        |
| 1994      | Pátria Minha                             | Teresa Pellegrini                               |                                        |
| 1995      | História de Amor                         | Zuleika Viana Sampaio                           |                                        |
| 1996      | O Rei do Gado                            | Marieta Berdinazzi                              | Episódios: "17–25 de junho"            |
| 1997      | O Rei do Gado                            | Marieta Berdinazzi                              | Episódio: "13 de fevereiro"            |
| 1997      | A Indomada                               | Maria Altiva Pedreira de Mendonça e Albuquerque |                                        |
| 1998–1999 | Mulher                                   | Drª. Marta Correia Lopes                        |                                        |
| 2001      | Os Normais                               | Silvana Muniz                                   | Episódio: "Fazer as Pazes é Normal"    |
| 2002      | O Quinto dos Infernos                    | D. Maria I                                      |                                        |
| 2002      | Esperança                                | Rosa                                            | Episódios: "17–25 de junho"            |
| 2004      | Começar de Novo                          | Lucrécia Borges                                 |                                        |
| 2006      | Clara e o Chuveiro do Tempo              | Vó Bila                                         | Especial de fim de ano                 |
| 2006      | JK                                       | Luisinha Negrão                                 |                                        |
| 2006      | Páginas da Vida                          | Desembargadora Laura Torgano                    | Episódios: "1–2 de março"              |
| 2007      | Desejo Proibido                          | Cândida Novais de Toledo                        |                                        |
| 2009      | Norma                                    | Dona Helou                                      |                                        |
| 2010      | Araguaia                                 | Beatriz Cardoso (Pierina)                       |                                        |
| 2011      | Fina Estampa                             | Maria Íris de Siqueira Maciel (Tia Íris)        |                                        |
| 2014      | A Grande Família                         | Drª. Laura                                      | Episódio: "Uma Estranha no Ninho"      |
| 2015      | Verdades Secretas                        | Fábia Mariano                                   | Temporada 1                            |
| 2018      | O Tempo Não Para                         | Drª. Petra Vaisánen                             |                                        |

### Cinema
| Ano  | Título                           | Personagem            |
| ---- | -------------------------------- | --------------------- |
| 1953 | Uma Pulga na Balança             |                       |
| 1953 | O Homem dos Papagaios            | Emília                |
| 1953 | Ângela                           |                       |
| 1954 | O Craque                         | Heloísa               |
| 1954 | Chico Viola Não Morreu           | Maria das Trancinhas  |
| 1954 | A Sogra                          |                       |
| 1955 | O Homem de Outra Face            |                       |
| 1957 | Se a Cidade Contasse             | Bailarina             |
| 1958 | O Cantor e o Milionário          | Laura                 |
| 1960 | Cidade Ameaçada                  | Terezinha             |
| 1960 | Assassinato em Copacabana        | Jaqueline             |
| 1961 | A Moça do Apartamento 13         |                       |
| 1963 | Mord in Rio                      | Leila                 |
| 1963 | A Ilha                           | Helena                |
| 1964 | O 5º Poder                       | Laura Leal            |
| 1964 | Tödlicher Karneval               |                       |
| 1965 | São Paulo S/A                    | Luciana               |
| 1967 | Juegos Peligrosos                | Lúcia                 |
| 1968 | A Marcha                         |                       |
| 1970 | A Arte de Amar Bem               | Inês                  |
| 1975 | Cada um Dá o que Tem             | Malu                  |
| 1980 | Asa Branca - Um Sonho Brasileiro | Mãe de Asa            |
| 1981 | O Menino Arco-Íris               | Maria                 |
| 1987 | Feliz Ano Velho                  | Lúcia                 |
| 2006 | Veias e Vinhos                   | Mãe de Mateus e Pedro |
| 2006 | Person                           | Ela Mesma             |
| 2007 | O Signo da Cidade                | Adélia                |
| 2007 | Paulo Gracindo - O Bem-Amado     | Ela Mesma             |
| 2010 | A Guerra dos Vizinhos            | Adélia Coleratti      |
| 2018 | Minha Mãe, Minha Filha           | Dora                  |

## Teatro
| Ano     | Título                                                        |
| ------- | ------------------------------------------------------------- |
| 1952/55 | Uma Mulher e Três Palhaços                                    |
| 1952/55 | O Demorado Adeus                                              |
| 1952/55 | Judas em Sábado de Aleluia                                    |
| 1952/55 | Esta Noite é Nossa                                            |
| 1952/55 | Escrever Sobre Mulheres                                       |
| 1952/55 | A Rosa dos Ventos                                             |
| 1952/55 | Ballet IV - Centenário de São Paulo                           |
| 1956/60 | Sem Entrada e Sem Mais Nada                                   |
| 1956/60 | Lição de Botânica                                             |
| 1963/64 | Boeing-Boeing                                                 |
| 1963/64 | A História do Soldado                                         |
| 1965/66 | O Santo Inquérito                                             |
| 1965/66 | As feiticeiras de Salem                                       |
| 1965/66 | A Megera Domada                                               |
| 1966    | A... de Amor                                                  |
| 1967    | Oh! Que Delícia de Guerra                                     |
| 1967/68 | Black-Out                                                     |
| 1969    | Ato sem Perdão                                                |
| 1968    | Confissões de Penélope                                        |
| 1970    | Os rapazes da banda                                           |
| 1971/72 | Putz                                                          |
| 1971/72 | Pequenos Assassinos                                           |
| 1973    | Infidelidades                                                 |
| 1974    | Um Bonde Chamado Desejo                                       |
| 1975    | Blanche de Bois                                               |
| 1976    | Dois Mil Anos de Teatro                                       |
| 1976    | O Gravador                                                    |
| 1976    | Cyrano de Bergeree                                            |
| 1976    | Antígona                                                      |
| 1977    | Esperando Godot                                               |
| 1978    | O Rei David                                                   |
| 1979    | A Dança e o Gravador                                          |
| 1979    | O Leopardo                                                    |
| 1980    | Pato com Laranja                                              |
| 1981    | A Mulher de Pedra                                             |
| 1982/83 | Desencontros Clandestinos                                     |
| 1983    | O Menino do Arco íris                                         |
| 1983    | Viagem Sem Volta                                              |
| 1983    | Alice                                                         |
| 1983/84 | Uma Cama Para Três                                            |
| 1984/87 | Quando o Coração Floresce                                     |
| 1986    | O Nego Léo                                                    |
| 1989    | O Preço                                                       |
| 1991    | As Pessoas da Sala de Jantar                                  |
| 1991/93 | Love Letters - Cartas de Amor                                 |
| 1992    | A Louca                                                       |
| 1994/96 | Querida Mamãe                                                 |
| 1995    | A Adoção                                                      |
| 1998    | A Casa Em Que Traçámos Nossos Os Sonhos                       |
| 1999    | Madame                                                        |
| 1999/00 | Um Dia das Mães                                               |
| 2003    | Vivinha                                                       |
| 2004/05 | Primeira Pessoa                                               |
| 2006    | Um Brinde ao Teatro                                           |
| 2007/08 | O Manifesto                                                   |
| 2009    | O Poeta                                                       |
| 2009    | Vivinha                                                       |
| 2013    | Azul Resplendor                                               |
| 2016    | O Que Terá Acontecido A Baby Jane?                            |
| 2018    | Show Casos e Canções,ao lado do seu filho John Herbert Junior |
| 2018    | Quarta-Feira,Sem Falta,Lá Em Casa                             |

## Fotonovelas
| Ano  | Título                 | Personagem     |
| ---- | ---------------------- | -------------- |
| 1956 | A Escalada             | Tereza         |
| 1956 | Santa Rita             | Rita de Cássia |
| 1959 | Uma Esperança no Ar    | Lili           |
| 1965 | Ninguém Crê em Mim     | Rebeca         |
| 1971 | Meu Pé de Laranja Lima | Jandira        |
| 1973 | Mulheres de Areia      | Ruth/Raquel    |
| 1974 | Mulheres de Areia      | Ruth/Raquel    |
| 1992 | Pedra sobre Pedra      | Hilda Pontes   |

## Prêmios e indicações
| Ano  | Prêmio                                         | Categoria                                    | Nomeação                          | Resultado | Ref.   |
| ---- | ---------------------------------------------- | -------------------------------------------- | --------------------------------- | --------- | ------ |
| 1955 | Prêmio Governador do Estado                    | Melhor Atriz em Peça de Teatro               | Uma Mulher e Três Palhaços        | Venceu    |        |
| 1955 | Prêmio Governador do Estado                    | Melhor Atriz em Cinema                       | O Craque                          | Venceu    |        |
| 1956 | Prêmio Saci                                    | Melhor Atriz                                 | Chico Viola Não Morreu            | Venceu    |        |
| 1958 | Troféu Roquette Pinto                          | Melhor Atriz                                 | Alô, Doçura                       | Venceu    |        |
| 1959 | Prêmio Governador do Estado                    | Melhor Atriz em Cinema                       | O Cantor e o Milionário           | Venceu    |        |
| 1960 | Prêmio Saci                                    | Melhor Atriz                                 | Cidade Ameaçada                   | Venceu    |        |
| 1960 | Festival Internacional de Cine de Acapulco     | Melhor Atriz                                 | Cidade Ameaçada                   | Venceu    |        |
| 1960 | Troféu Cinelândia                              | Melhor Atriz                                 | Cidade Ameaçada                   | Venceu    |        |
| 1960 | Prêmio Assis Chateaubriand                     | Melhor Atriz – Televisão                     | Alô, Doçura                       | Venceu    |        |
| 1964 | Troféu Imprensa                                | Destaque Feminino                            | Alô, Doçura                       | Venceu    |        |
| 1964 | Troféu Roquette Pinto                          | Melhor Atriz                                 | Prisioneiro de um Sonho           | Venceu    |        |
| 1966 | Troféu Imprensa                                | Revelação Feminina                           | O Amor Tem Cara de Mulher         | Venceu    |        |
| 1966 | Troféu Roquette Pinto                          | Melhor Atriz                                 | O Amor Tem Cara de Mulher         | Venceu    |        |
| 1966 | Prêmio Assis Chateaubriand                     | Melhor Atriz – Televisão                     | O Amor Tem Cara de Mulher         | Venceu    |        |
| 1966 | Prêmio Governador do Estado                    | Melhor Atriz                                 | Black-Out                         | Venceu    |        |
| 1970 | Troféu Imprensa                                | Melhor Atriz                                 | As Confissões de Penélope         | Indicada  |        |
| 1970 | Prêmio Pop de TV                               | Melhor Atriz                                 | As Confissões de Penélope         | Venceu    |        |
| 1971 | Prêmio Assis Chateaubriand                     | Melhor Atriz                                 | Meu Pé de Laranja Lima            | Venceu    |        |
| 1974 | Prêmio APCA de Televisão                       | Melhor Atriz                                 | Mulheres de Areia                 | Venceu    |        |
| 1974 | Troféu O Repórter                              | Melhor Atriz                                 | Mulheres de Areia                 | Venceu    |        |
| 1974 | Troféu Plá Carlos Imperial                     | Melhor Atriz                                 | Mulheres de Areia                 | Venceu    |        |
| 1974 | Troféu Plá Egas Muniz                          | Melhor Atriz                                 | Mulheres de Areia                 | Venceu    |        |
| 1974 | Prêmios AP-show                                | Melhor Atriz                                 | Mulheres de Areia                 | Venceu    |        |
| 1974 | Prêmio Pop de TV                               | Melhor Atriz                                 | Mulheres de Areia                 | Venceu    |        |
| 1974 | Prêmio Assis Chateaubriand                     | Melhor Atriz                                 | Mulheres de Areia                 | Venceu    |        |
| 1974 | Troféu APDL                                    | Melhor Atriz                                 | Mulheres de Areia                 | Venceu    |        |
| 1974 | Troféu Imprensa                                | Melhor Atriz                                 | Mulheres de Areia                 | Venceu    |        |
| 1974 | Troféu Roquette Pinto                          | Melhor Atriz                                 | Mulheres de Areia                 | Venceu    |        |
| 1974 | Prêmio Troféu IN                               | Melhor Atriz                                 | Mulheres de Areia                 | Venceu    |        |
| 1974 | Prêmio APCL Internacional                      | Melhor Atriz                                 | Mulheres de Areia                 | Venceu    |        |
| 1974 | Prêmio Helena Silveira                         | Melhor Atriz                                 | Mulheres de Areia                 | Venceu    |        |
| 1975 | Troféu Imprensa                                | Melhor Atriz                                 | A Barba-Azul                      | Indicada  |        |
| 1975 | Prêmios AP-show                                | Melhor Atriz                                 | A Barba-Azul                      | Venceu    |        |
| 1975 | Prêmio Assis Chateaubriand                     | Melhor Atriz                                 | A Barba-Azul                      | Venceu    |        |
| 1975 | Prêmio Troféu IN                               | Melhor Atriz                                 | A Viagem                          | Venceu    |        |
| 1975 | Prêmios AP-show                                | Melhor Atriz                                 | A Viagem                          | Venceu    |        |
| 1975 | Prêmio Pop de TV                               | Melhor Atriz                                 | A Viagem                          | Venceu    |        |
| 1975 | Troféu ADPL                                    | Melhor Atriz                                 | A Viagem                          | Venceu    |        |
| 1975 | Troféu Roquette Pinto                          | Melhor Atriz                                 | A Viagem                          | Venceu    |        |
| 1975 | Troféu Plá Carlos Imperial                     | Melhor Atriz                                 | A Viagem                          | Venceu    |        |
| 1975 | Prêmio Revista de Melhores do Ano              | Melhor Atriz                                 | A Viagem                          | Venceu    |        |
| 1975 | Prêmio Assis Chateaubriand                     | Melhor Atriz                                 | A Viagem                          | Venceu    |        |
| 1976 | Prêmio APCA de Televisão                       | Melhor Atriz                                 | A Viagem                          | Venceu    |        |
| 1976 | Troféu Imprensa                                | Melhor Atriz                                 | A Viagem                          | Venceu    |        |
| 1976 | Troféu O Repórter                              | Melhor Atriz                                 | O Julgamento                      | Venceu    |        |
| 1976 | Prêmios AP-show                                | Melhor Atriz                                 | O Julgamento                      | Venceu    |        |
| 1977 | Troféu Imprensa                                | Melhor Atriz                                 | O Julgamento                      | Indicada  |        |
| 1977 | Prêmio Adolpho Bloch                           | Melhor Atriz                                 | O Julgamento                      | Venceu    |        |
| 1977 | Troféu Paulo Barbosa                           | Melhor Atriz                                 | O Julgamento                      | Venceu    |        |
| 1979 | Prêmios AP-show                                | Melhor Atriz                                 | O Direito de Nascer               | Venceu    |        |
| 1979 | Prêmio Assis Chateaubriand                     | Melhor Atriz                                 | O Direito de Nascer               | Venceu    |        |
| 1982 | Prêmio Globo de Televisão                      | Melhor Atriz                                 | Ciranda de Pedra                  | Venceu    |        |
| 1983 | Troféu Imprensa                                | Melhor Atriz                                 | Elas por Elas                     | Indicada  |        |
| 1984 | Troféu APIPE                                   | Melhor Atriz                                 | Transas e Caretas                 | Venceu    |        |
| 1987 | Prêmio Globo de Televisão                      | Melhor Atriz                                 | Roda de Fogo                      | Venceu    |        |
| 1988 | Prêmio Governador do Estado                    | Melhor Atriz em Peça de Teatro               | Quando o Coração Floresce         | Venceu    |        |
| 1988 | Festival de Cinema e TV de Natal               | Melhor Atriz Coadjuvante                     | Feliz Ano Velho                   | Venceu    | [ 24 ] |
| 1994 | Troféu Super Cap de Ouro                       | Melhor Atriz em Televisão                    | Pátria Minha                      | Venceu    |        |
| 1994 | Prêmio Shell                                   | Melhor Atriz                                 | Queridinha Mamãe                  | Venceu    |        |
| 1994 | Prêmio Molière                                 | Melhor Atriz                                 | Queridinha Mamãe                  | Venceu    |        |
| 1994 | Prêmio Sharp de Teatro                         | Melhor Atriz                                 | Queridinha Mamãe                  | Venceu    |        |
| 1995 | Prêmio Shell                                   | Melhor Atriz                                 | Queridinha Mamãe                  | Venceu    |        |
| 1996 | Prêmio Contigo! de TV                          | Melhor Atriz Coadjuvante                     | História de Amor                  | Venceu    |        |
| 1997 | Prêmio Melhores da Revista da TV - O Globo     | Melhor Atriz                                 | A Indomada                        | Venceu    |        |
| 1998 | Prêmio APCA de Televisão                       | Melhor Atriz                                 | A Indomada                        | Venceu    |        |
| 1998 | Prêmio Contigo! de TV                          | Melhor Atriz                                 | A Indomada                        | Venceu    |        |
| 1998 | Prêmio Contigo! de TV                          | Melhor Vilã                                  | A Indomada                        | Venceu    |        |
| 1998 | Troféu Imprensa                                | Melhor Atriz                                 | A Indomada                        | Venceu    |        |
| 1998 | Prêmio Arte Qualidade Brasil                   | Melhor Atriz em Televisão                    | A Indomada                        | Venceu    |        |
| 1998 | Prêmio Arte Qualidade Brasil                   | Melhor Atriz de Série ou Minissérie          | Mulher                            | Venceu    |        |
| 2002 | Prêmio Revista Claudia                         | Homenagem Especial                           | Conjunto da Obra                  | Venceu    |        |
| 2001 | Festival de Cinema de Vitória                  | Prêmio Especial                              | Carreira no Cinema                | Venceu    |        |
| 2003 | Prêmio Magnífico                               | Homenagem Especial                           | Esperança                         | Venceu    |        |
| 2004 | Prêmio Faz Diferença de Teatro                 | Melhor Atriz                                 | Primeira Pessoa                   | Venceu    |        |
| 2004 | Prêmio Pró-TV                                  | Homenagem                                    | Conjunto da obra                  | Venceu    |        |
| 2005 | Prêmio Contigo! de TV                          | Melhor Atriz Coadjuvante                     | Começar de Novo                   | Indicada  |        |
| 2005 | Troféu Super Cap de Ouro                       | Melhor Atriz                                 | Começar de Novo                   | Venceu    |        |
| 2006 | Prêmio Lilian Lemmertz no 6º Curta Santos      | Homenagem Especial                           | Conjunto da Obra                  | Venceu    |        |
| 2006 | Festival de Cinema de Maringá                  | Homenagem especial                           | Conjunto da Obra                  | Venceu    | [ 26 ] |
| 2007 | Prêmio Arte Qualidade Brasil                   | Melhor Atriz em Peça de Teatro               | O Manifesto                       | Venceu    |        |
| 2007 | Cine PE - Festival do Audiovisual              | Menção Honrosa                               | O Signo da Cidade                 | Venceu    |        |
| 2012 | Festival de Cinema de Gramado                  | Troféu Cidade de Gramado                     | Contribuição Artística            | Venceu    |        |
| 2013 | Prêmio Shell                                   | Contribuição Artística (60 anos de carreira) | Homenagem                         | Venceu    |        |
| 2013 | Troféu APCA Especial                           | Contribuição Artística                       | Homenagem                         | Venceu    |        |
| 2014 | Festival de Teatro Ibero-Americano (Festibero) | Contribuição Artística                       | Homenagem                         | Venceu    | [ 27 ] |
| 2015 | Prêmio Quem de Televisão                       | Melhor Atriz                                 | Verdades Secretas                 | Indicada  |        |
| 2016 | Prêmio Arte Qualidade Brasil                   | Melhor Atriz em Peça de Teatro               | O Que Terá Acontecido a Baby Jane | Venceu    |        |
| 2016 | Prêmio Aplauso Brasil                          | Melhor Atriz em Peça de Teatro               | O Que Terá Acontecido a Baby Jane | Venceu    |        |
| 2016 | Prêmio Quem de Teatro                          | Melhor Atriz                                 | O Que Terá Acontecido a Baby Jane | Venceu    |        |
| 2017 | Festival de Cinema da Lapa                     | Troféu Tropeiro                              | Conjunto da Obra                  | Venceu    |        |
| 2018 | Prêmio Aplauso Brasil                          | Homenagem especial                           | Conjunto da Obra                  | Venceu    |        |
| 2018 | Troféu Mário Lago                              | —                                            | Conjunto da Obra                  | Venceu    |        |
| 2018 | Festival de Curta-Metragem de Caicó            | Melhor Atriz                                 | Minha Mãe, Minha Filha            | Venceu    |        |
| 2018 | Take Único Festival de Curta-Metragem em Ubá   | Melhor Atriz                                 | Minha Mãe, Minha Filha            | Venceu    |        |
| 2018 | Ordem do Mérito Cultural                       | Classe Comendador                            | —                                 | Venceu    | [ 28 ] |
| 2019 | Prêmio CineEuphoria                            | Carreira Honorária                           | Homenagem                         | Venceu    |        |
| 2020 | Prêmio Cesgranrio de Teatro                    | Carreira Honorária                           | Homenagem                         | Venceu    |        |

### Homenagens
- Recebeu uma homenagem em Cuba em 1966 pela atuação em O Amor Tem Cara de mulher da TV Tupi.
- Uma homenagem especial pela atuação no filme A Ilha (1963) no Festival de Berlim.
- No Festival de Veneza foi destaque pelo júri popular.
- 2013 - Convite para palestra no Giffoni Film Festival [it], realizado em São Paulo.[29]